# Манаков, Семён Алексеевич
Семён Алексеевич Манаков — советский хозяйственный, государственный и политический деятель.

## Биография
Родился в 1902 году. Член КПСС.
С 1918 года — на хозяйственной, общественной и политической работе.
Участник Гражданской войны, на работе с беспризорными детьми и ликвидации безграмотности в сельской местности, инструктор, заведующий парткабинетом Ташлинского райкома ВКП(б), участник Великой Отечественной войны, политрук 358-й Гвардейской стрелковой дивизии, на партийной работе, первый секретарь Александровского райкома КПСС.
Избирался депутатом Верховного Совета СССР 4-го созыва.
Делегат XX съезда КПСС.
Умер в Александровске в 1959 году.